# ستاي سي
ستايسي ((هانغل: ; هانجا: 스테이씨) ، تكتب عادةً باسم STAYC) هي مجموعة فتيات كورية جنوبية شكلتها هاي آب إنترتيمنت. تتكون المجموعة من ستة أعضاء: سومين وشيوون وآيسا وسياون ويوون وجي. ظهرت الفرقة لأول مرة في 12 نوفمبر 2020، مع إصدار ألبومهم المنفرد الأول، «Star To A Young Culture».

## الاسم
اسم المجموعة، StayC، هو اختصار لـ "Star To A Young Culture". من المفترض أن «يعكس الهدف المتمثل في السيطرة على الثقافة الشعبية».

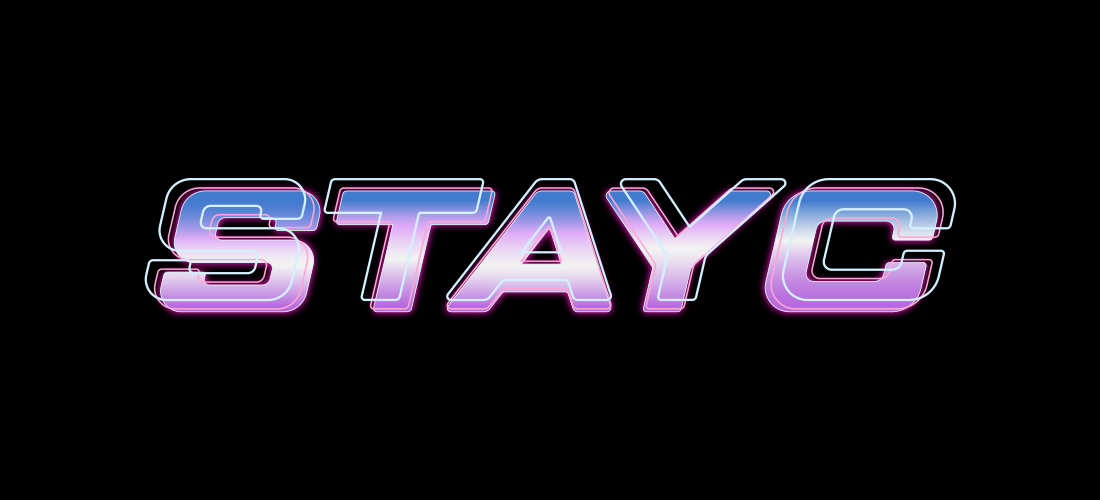
الشعار الرسمي لـ StayC

## أعضاء الفرقة
- سومين (수민)
- سيون (시은)
- اسا (아 이사)
- سيون (세은)
- يون (윤)
- جي (재이)

## روابط خارجية
- الموقع الرسمي